# Billy (Allier)
Billy is een gemeente in het Franse departement Allier in de regio Auvergne-Rhône-Alpes en telt 783 inwoners (2019). De plaats maakt deel uit van het arrondissement Vichy.
Al in de zesde eeuw werd hier in de vallei van de Allier een benedictijner priorij gebouwd. Deze was gewijd aan Sint-Nicolaas en hing af van de abdij van Jaligny.

## Bezienswaardigheden
- Kasteel van Billy
- Kerk

## Geografie
De oppervlakte van Billy bedraagt 10,2 km², de bevolkingsdichtheid is 77 inwoners per km².
De onderstaande kaart toont de ligging van Billy (Allier) met de belangrijkste infrastructuur en aangrenzende gemeenten.

## Demografie
Onderstaande figuur toont het verloop van het inwonertal (bron: INSEE-tellingen).
Vanwege een beveiligingsprobleem met de MediaWiki Graph-software is het momenteel niet mogelijk deze grafiek weer te geven. Zodra de software is bijgewerkt zal de grafiek vanzelf weer zichtbaar worden.